# Ninsun Poli
Ninsun Poli, född 30 mars 1985 i Botkyrka församling, är en svensk-assyrisk sångerska och låtskrivare.
Hon gjorde sitt första liveframträdande på Hultsfredsfestivalen 2004. Hon har arbetat tillsammans med Familjen vars frontperson Johan T Karlsson även producerat hennes EP Breaking Rules (2014).

## Diskografi
- 2005 – For Real (EP)
- 2013 – Hey Lover (singel)
- 2014 – Breaking Rules (EP)
- 2015 – Great Leap Forward (singel)